# 속지주의
속지주의(屬地主義)는 법의 적용 범위에 관한 입법주의 하나로 자국 영역 내에 위치하게 제한하는 것을 말한다. 형법에서는 국내에서 행해진 범죄에 대해서는 행위자의 국적을 불문하고 자국의 형법을 적용하는 것을 말한다. 지식재산권법에서는 자국의 지식재산권법을 준수하는 지적 재산권이 인정되는 범위를 자국 영역으로 제한하는 것이다.

## 같이 보기
- 속인주의
- 기국주의